# Marie Bracquemond
Marie Bracquemond (nome completo Marie Anne Caroline Quivoron) (Argenton-en-Landunvez, 1º de dezembro de 1840 – Paris, 17 de janeiro de 1916) foi uma pintora impressionista francesa, descrita por Henri Focillon, em 1928, como "uma das grandes damas do impressionismo", junto de Berthe Morisot, Eva Gonzalès e Mary Cassatt. A frequente omissão de seu nome dos livros de história da arte se deve aos esforços de seu marido, Félix Bracquemond, também pintor impressionista. Apesar de respeitar o talento da esposa como artista, ele discordava da forma como Marie utilizava as técnicas impressionistas, em especial as cores.
Marie não teve as mesmas oportunidades e a mesma família abastada que suas contemporâneas Cassatt, Morisot e Gonzalès. Ela aprendeu praticamente tudo sozinha e precisou lidar com o preconceito do marido e da sociedade em geral para continuar pintando.

## Vida pessoal
Nascida em Argenton-en-Landunvez, em 1840, na região da Bretanha. Era  fruto de um infeliz casamento arranjado entre seu pai, um capitão da marinha, que morreu logo depois de seu nascimento e de Aline Hyacinthe Marie Pasquiou, que casou-se com Émile Langlois, após enviuvar. A família saiu da Bretanha, mudando-se para vários lugares, até se estabelecerem em Étampes, ao sul de Paris. Marie teve uma irmã, Louise, nascida em 1849, quando a família morava em Ussel.
Marie começou a ter aulas de pintura e desenho ainda adolescente com M. Auguste Vassort, pintor e restaurador de quadros que costumava dar aulas de arte para moças. Seu talento era nato e já em 1857, um de seus quadros foi aceito no Salão de Paris. Por volta dessa época, ela conheceu o pintor Jean Auguste Dominique Ingres, que a orientou e apresentou a dois de seus estudantes, Jean-Hippolyte Flandrin e Émile Signol. Seu professor a preocupava. Assim ela escreveu:
| “ | A severidade do senhor Ingres me assusta... porque ele duvida da coragem e perseverança de uma mulher na pintura. Ele nos dá apenas pinturas de flores, de frutas, de natureza morta, retratos e generalidades. | ” |

Ela acabou por deixar o estúdio de Ingres e começou a receber encomendas, incluindo uma para a corte, da imperatriz Eugénia de Montijo para uma pintura de Miguel de Cervantes na prisão. Seu trabalho agradou tanto que ela foi levada até o Conde de Nieuwerkerke, diretor-geral dos museus franceses, para fazer cópias para o Museu do Louvre.

## Família
Enquanto estava ocupada, copiando os grandes mestres para o Louvre, ela foi vista por Félix Bracquemond, que se apaixonou por ela. Seu amigo, o crítico de arte Eugène Montrosier, arranjou uma maneira de apresentá-lo à ela, e desde então o casal era inseparável. Os dois noivaram por dois anos antes de casarem em 1869, apesar da oposição de sua mãe. Em 1870 nasceu seu filho Pierre, o único do casal. Devido à escassez de atendimento médico durante a Guerra Franco-Prussiana, em 1870 e durante a Comuna de Paris, a já fragilizada saúde de Marie se deteriorou depois do nascimento do filho. Muito do que se sabe sobre sua vida vem de uma não-publicada biografia, escrita por seu filho, intitulada, "La Vie de Félix et Marie Bracquemond".

## Carreira

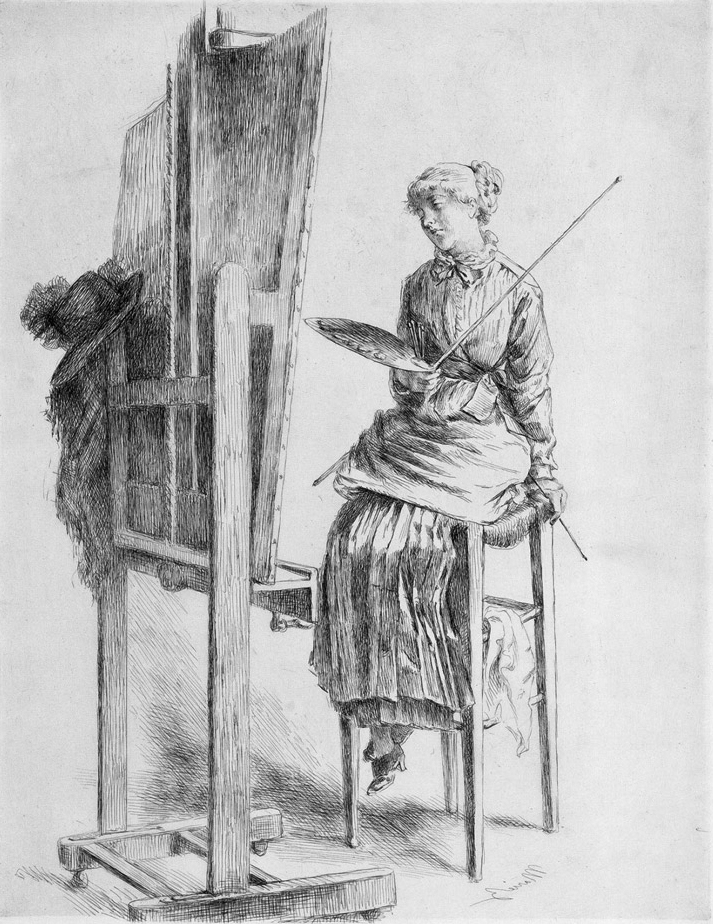
Marie Bracquemond, auto-retrato

Marie e Félix Bracquemond trabalhavam juntos no estúdio Haviland, em Auteuil, onde seu marido era o diretor. Seus quadros começaram a ser aceitos no Salão de Paris com frequência a partir de 1864. Através de seu marido, ela foi apresentada à mídia especializada e a artistas, bem como grandes mestres, como Jean-Baptiste-Siméon Chardin. Os trabalhos do pintor belga Alfred Stevens particularmente a encantaram. Entre 1887 e 1890, sob a influência dos impressionistas, Marie começou a mudar seu estilo. Seus quadros ficaram maiores, as cores se intensificaram e ela passou a pintar ao ar livre, para o desgosto do marido. Monet e Degas passaram a ser seus mentores. Muitos dos seus mais conhecidos quadros foram pintados ao ar livre.
Ela participou das exposições impressionistas de 1879, 1880, and 1886. Em 1879 e 1880, seus desenhos foram publicados na revista La Vie Moderne. Em 1881, expôs seus trabalhos na Galeria Dudley, em Londres. Em 1886, Félix conheceu Paul Gauguin através de Alfred Sisley. Gauguin teve uma decisiva influência sobre Marie e, em particular, a ensinou a como preparar as telas a fim de receber tons mais intensos, que era o que ela desejava há muito tempo. Ao contrário de muitos impressionistas contemporâneos, Marie passava muito tempo planejando suas obras. Mesmo aquelas que têm um tom espontâneo teve rascunhos feitos de maneira tradicional e desenhos.
Apesar de viver sob a sombra do conhecido marido, são os trabalhos de Marie que são considerados o mais próximo que existe dos ideais impressionistas. Segundo seu filho Pierre, Félix sentia-se frequentemente magoado com a esposa, rejeitando qualquer crítica dela em seu trabalho, recusando-se a mostrar seus quadros aos amigos e colegas. Em 1890, Marie abandonou a pintura devido às crescentes discussões familiares e o desencorajamento do marido com seu trabalho, trabalhando apenas com obras particulares e privadas. Ela permaneceu uma fervorosa defensora do impressionismo, mesmo não pintando mais. Em defesa de seu estilo a um dos muitos ataques de seu marido, ela escreveu:
| “ | O Impressionismo produziu ... não apenas um novo, mas um modo muito útil de olhar para as coisas. É como se de repente uma janela se abrisse e o sol e o ar entrasse em sua casa em torrentes. | ” |

## Morte
Marie Bracquemond faleceu em 17 de janeiro de 1916, em Paris, aos 75 anos. Fèlix morreu dois anos antes, em 1914.

## Galeria

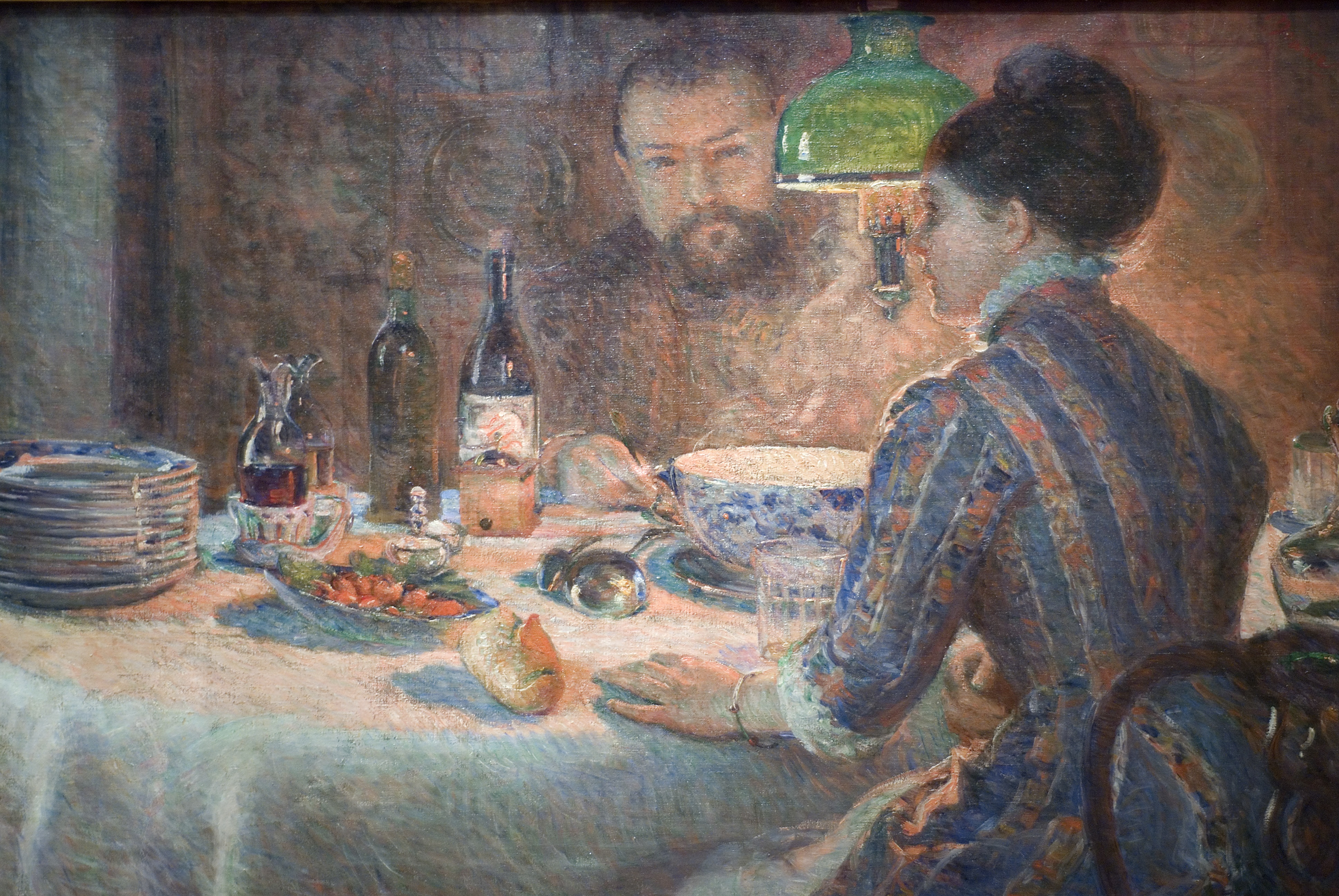
Under the Lamp, óleo sobre tela, 1877
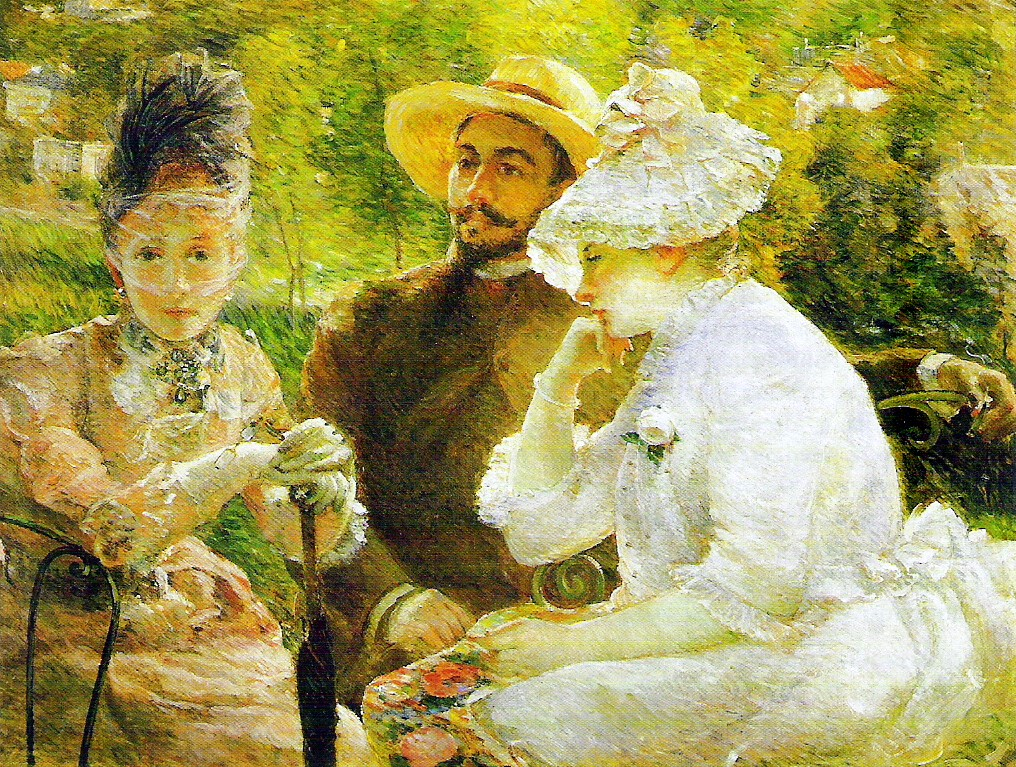
On the Terrace at Sèvres,, 1880
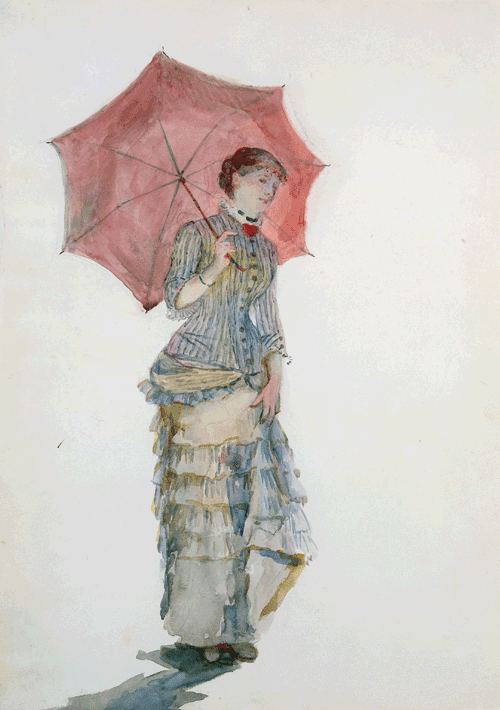
Woman with an Umbrella,, 1880
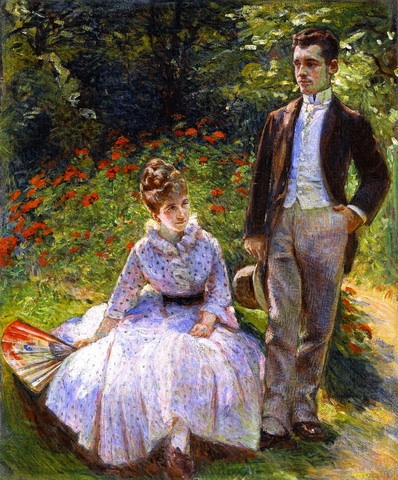
The Artist's Son and Sister in the Garden at Sèvres, óleo sobre tela, 1890
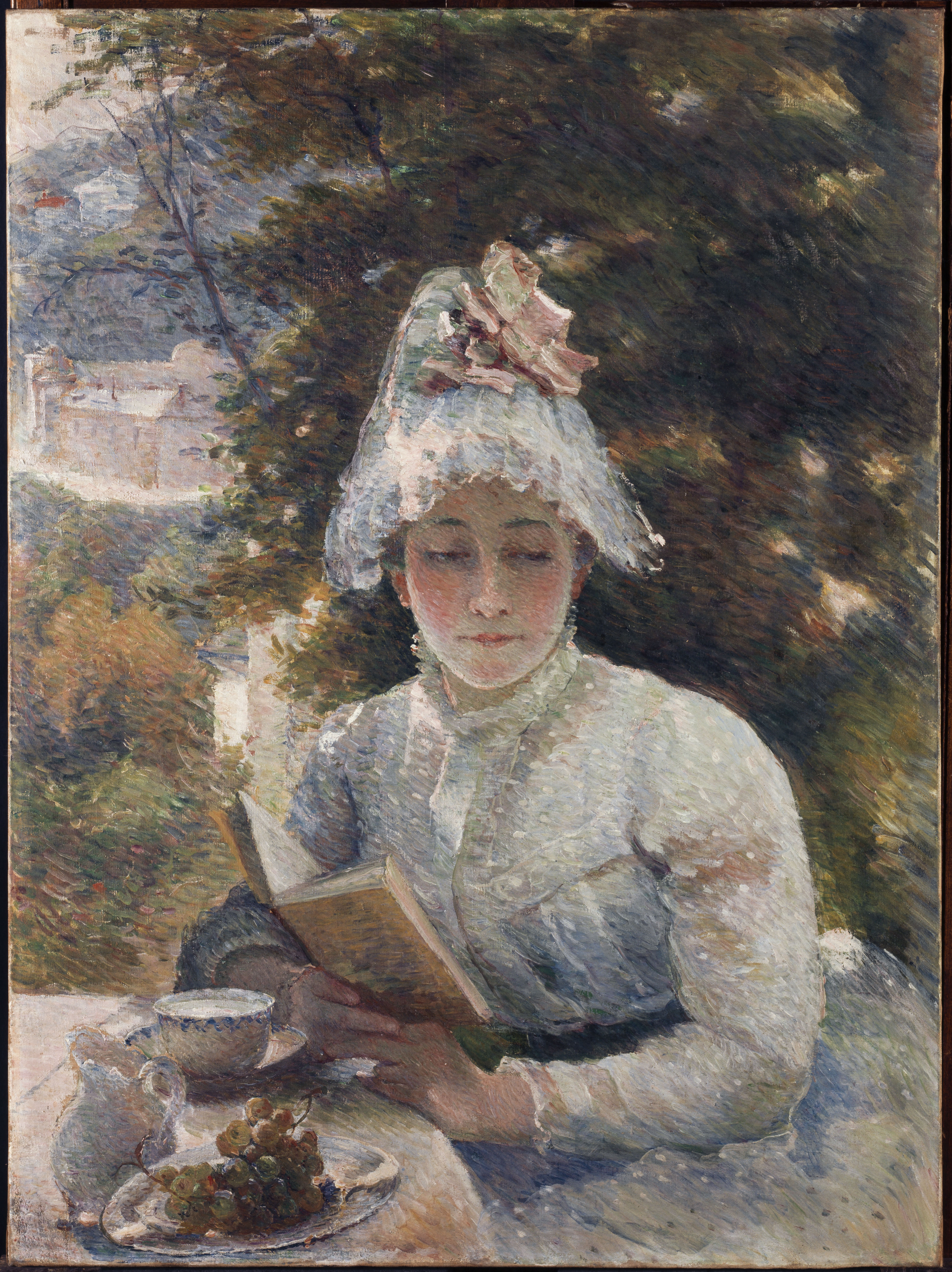
Afternoon Tea, óleo sobre tela, 1880
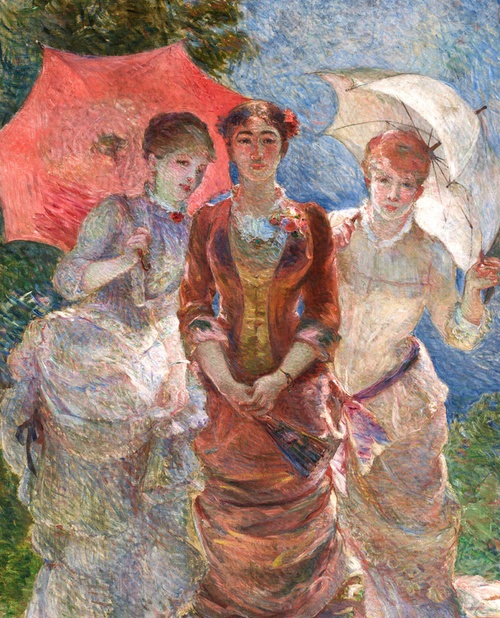
Trio's femmes aux paraplus, óleo sobre tela, 1880
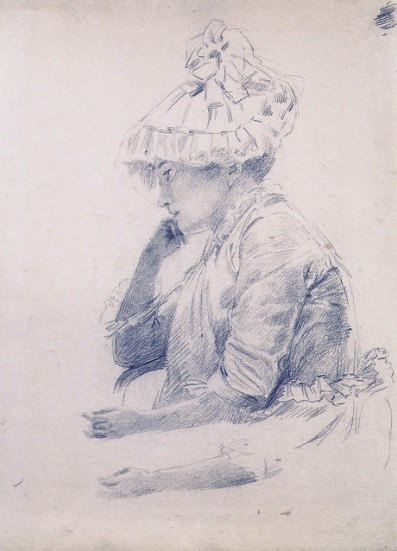
Rascunho, cerca de 1879
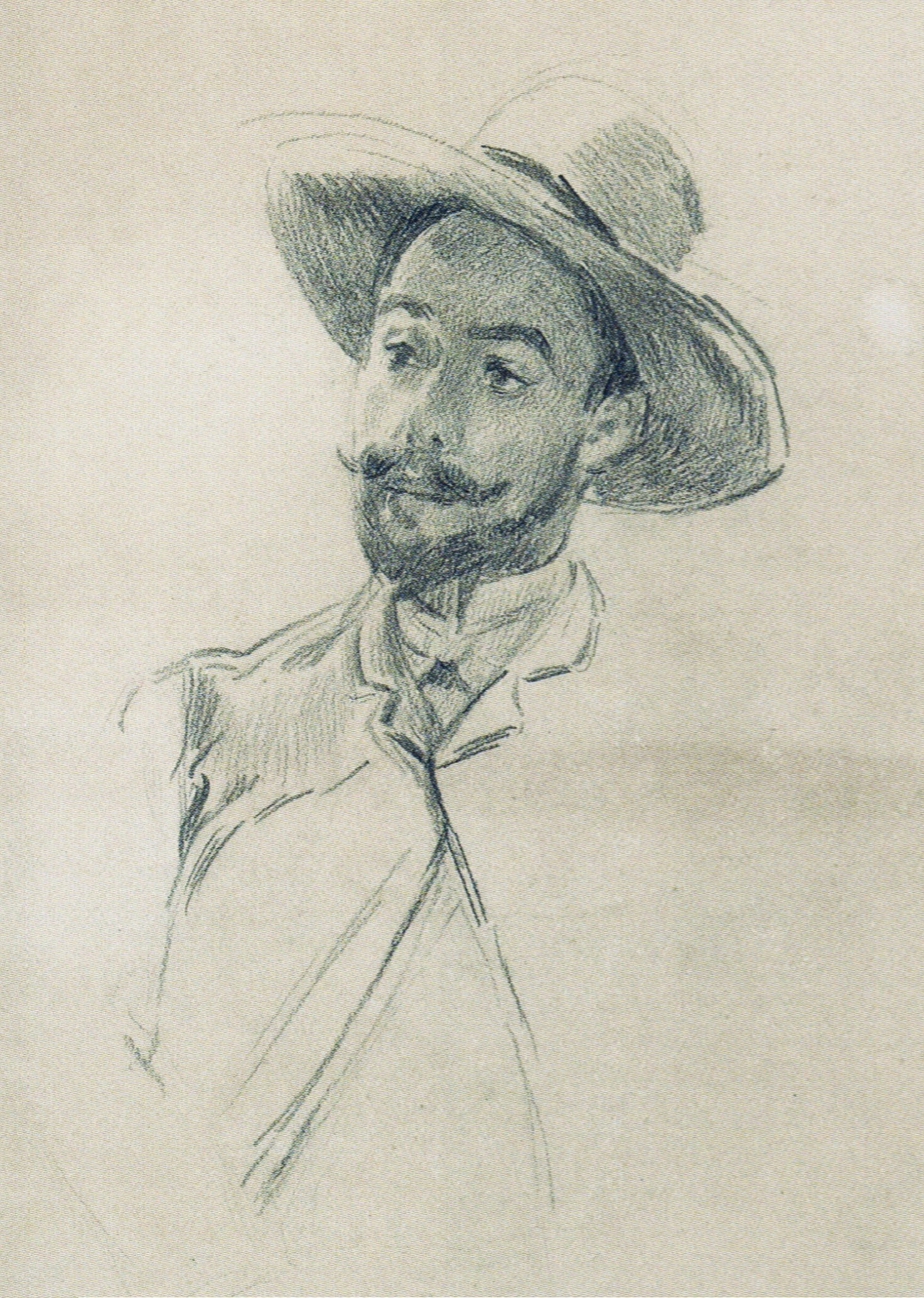
Rascunho, cerca de 1879